# 县公
县公，是中国古代的一种封爵。曹魏始置，一直延续到宋朝、辽朝。古楚国亦称县尹为县公。

## 汉魏
汉朝并无作为正式封爵的县公。建武十三年，汉光武帝封殷後孔安为宋公，周後姬武为卫公，宋公、卫公以县为国，类似于后世的县公。
曹魏时，封部分宗室为公（如：济阳公曹壹、曹恒），以县为国，类似于后世的县公。

## 魏晋南朝
魏末、两晉南朝時期，县公為公爵的第二等（禅代前的权臣除外），次于郡公。县公皆為實封，有封国、食邑，开国置国官，具有世襲性。食邑有數千戶。县公以县立國，封國置相，相的職責相當於县令、长。

### 魏朝
曹魏咸熙元年（264年），在晉王司馬昭的主持下，开建了五等爵，分為郡公、縣公、大國侯、次國侯、大國伯、次國伯、大國子、次國子、大國男、次國男十級。县公為第二級，居第一品，地方75里，食邑1800户。

### 晉朝
晉朝时，县公依然为异姓功臣的第二等封爵。除封异姓功臣外，县公亦为宗室的推恩爵，大国始封王、次国始封王的支子封县公，如五千户国。先前曹魏皇帝曹芳被废为齐王，晋朝改封其为邵陵县公。
县公為第一品爵，食邑为数千户，置妾6人，車前司馬10人，旅賁40人。配有：金章、玄朱绶、綠紫绀、三梁冠、三采纂、九縫皮牟、八斿旗、七旒冕。
县公的國官有：
- 相：1人，第八品
- 二卿：
  - 郎中令：1人
  - 大農：1人
- 侍郎：2人，第八品
- 四令：
  - 典書令：1人，第八品
    - 典書令丞：1人

  - 典祠令：1人
  - 典衛令：1人
  - 學官令：1人
- 陵長：1人
- 廟長：1人
- 牧長：1人
- 謁者：4人，第九品
- 中大夫：6人，第九品
- 典醫丞：1人，第九品
- 典府丞：1人，第九品
- 治書：4人
- 舍人：10人
- 世子庶子：1人

### 南朝
南朝时，县公的食邑有數千戶。县公依然为异姓功臣的第二等封爵。此外，皇太子的支子亦封县公，食邑为一千五百户。
南朝宋、南齊的制度與東晉基本相同。南齐将宋顺帝的五个弟弟都改封县公，很快都称他们谋反并处死。
梁朝時，開國县公为十七班爵，位视三公（十八班），境内被尊称為第下，自稱寡人，國官向其稱臣。县公的國官有：
- 相
- 二卿：
  - 郎中令：六班
  - 中尉：四班
- 侍郎：二班
- 典祠令
- 典書令
- 典衛長

陳朝時，開國县公為第二品爵，视中二千石。

## 魏齊
元魏、北齊時，異姓功臣可以封王，郡公次於郡王，县公次於郡公。县公有實封、虛封兩種。

### 元魏
北魏初期的封爵皆為虛封，爵位可以世襲（追贈者不可世襲）。孝文帝時，改革封爵制度，县公分為兩類：
- 开国县公，從第一品，為實封，封國置相一人，其職責相當於县令。
- 散县公，從第一品，為虛封。

### 北齊
北齊時，开国县公為正二品，散县公為从二品。东魏末代皇帝元善见三子都改封县公，但很快都被北齐杀害。

## 北周到宋辽
從北周開始，郡公之上增設國公一爵，县公成为公爵的第三等。五等爵皆無實際封國，县公雖帶有“開國”二字，但並不開國，“開國”二字成為榮譽稱號。唐朝以後，县公一般不可世襲，常為虛封。
隋朝时，开国县公为从一品爵；唐朝、辽朝、宋朝时，开国县公为从二品爵。
金朝以后，公爵中不再有县公一爵。